# Jimmy Speirs
James Hamilton Speirs (Glasgow, 22 maart 1886 – Ieper, 20 augustus 1917) was een Schots voetballer. In 1911 scoorde hij het winnende doelpunt voor Bradford City AFC in de FA Cup-finale. Tevens ontving Speirs de Military Medal tijdens de Eerste Wereldoorlog.
In 1915 sloot hij zich aan bij de Queen's Own Cameron Highlanders, een Brits infanterieregiment. Speirs overleed op 31-jarige leeftijd tijdens de Derde Slag om Ieper, beter bekend als de Slag om Passendale. Hij ligt begraven op Dochy Farm New British Cemetery in Langemark.